# (681) Горгона
(681) Горгона (нем. Gorgo) — астероид главного пояса, который был открыт 13 мая 1909 года немецким астрономом Августом Копффом в Обсерватории Хайдельберг-Кёнигштуль. Назван в честь Горгоны, одного из чудищ в древнегреческой мифологии. Тиссеранов параметр относительно Юпитера — 3,176.